# 統一企業中國
统一企业中国控股有限公司（港交所：220），簡稱統一中控，是台湾食品制造商统一企业旗下的控股公司，为中国大陸非碳酸饮料及方便面的台资制造商。主要饮料产品为果汁饮料及即饮茶。

## 歷史
- 2008年，統一集團旗下的統一中國控股營運總部於上海市長寧區臨空經濟園區動工。
- 2012年12月10日，統一中控正與多名潛在買家進行磋商，擬出售兩家全資附屬公司所持有的今麥郎飲品合共47.83%權益，現尚未就出售事項訂立任何正式協議。統一中控指，建議出售資產，是為了改善公司的資產利用效率。今麥郎為統一中控飲品生產商及零售商，自称年總產值逾46億元人民幣。
- 2012年9月，統一中控年營收估逾千億新台幣，至年底中國大陸的基地將達24座[2]。
- 2013年，《經濟學人》報導，研究人員發現，中華人民共和國政府對統一中控的補貼佔其2011年淨利的18.2%，約900萬美元（約台幣2.75億）[3]。
- 2014年1月，統一中控回台灣櫃買中心發行寶島債，成為首家回台灣發行寶島債的台商企業[4]。
- 2014年5月，統一中控在香港股市辦理增資，折讓三成配股，在香港籌資33億港幣，擴充中國大陸業務[5]。
- 2015年，統一企業公布，去年（2014年）在中國大陸業務淨利重摔六成以上[6]。
- 2015年，統一不因獲利衰退而改變目標，計畫年底完成全中國大陸35個生產基地目標不變，創新產品比重將逐年提升[7]。
- 2016年，統一中控公布去年（2015年）在中國大陸獲利高達8.35億人民幣，大幅成長1.92倍，統一中控新任總經理則落實本土化，由四川籍的劉新華接任。[8]。
- 2016年6月，統一中控原任總經理侯榮隆回台灣擔任統一企業總經理[9]。